# Мещерский дендрарий
Меще́рский дендра́рий — крупнейшая по площади лесостепная опытно-селекционная станция (ЛОСС) в России и особая природоохранная территория с уникальным собранием интродукцированной флоры из северных районов Европы, Азии и Северной Америки в Становлянском округе Липецкой области.

## Описание
Дендрарий является крупнейшим в России по площади, которая составляет 542 га (для сравнения площадь дендрария Главного ботанического сада РАН имени Н. В. Цицина 75 га). Постановлением Правительства РФ в парке установлен заповедный режим охраны и ему присвоен статус особо охраняемой природной территории регионального значения. Обладает одной из крупнейших в России дендрологических коллекций; в парке собрано около 2000 пород деревьев и кустарников. Голубые ели на Красной площади у Кремля выращены здесь. Цель дендрария — акклиматизация редких растений к умеренному поясу (атлантико-континентальному) с умеренно холодной зимой и тёплым летом; их селекция и пополнение видового состава в России. Самым экзотическим видом растений в парке является сирень, так как она происходит из областей с резко континентальным климатом, чрезвычайно засухоустойчива, а родина её — горные районы Румынии, Болгарии, Югославии, Греции. Профессор Н. К. Вехов, руководивший парком 30 лет, вывел такие сорта сирени как «Память о Вавилове», «Русская песня», «Утро России» и др. За большой вклад на территории дендрария установлен его бюст. В парке 90 растений занесено в «Красную книгу»[какую?] как исчезающие. Парк отражён на флаге Становлянского округа в виде двух пирамидальных дубов.

## История

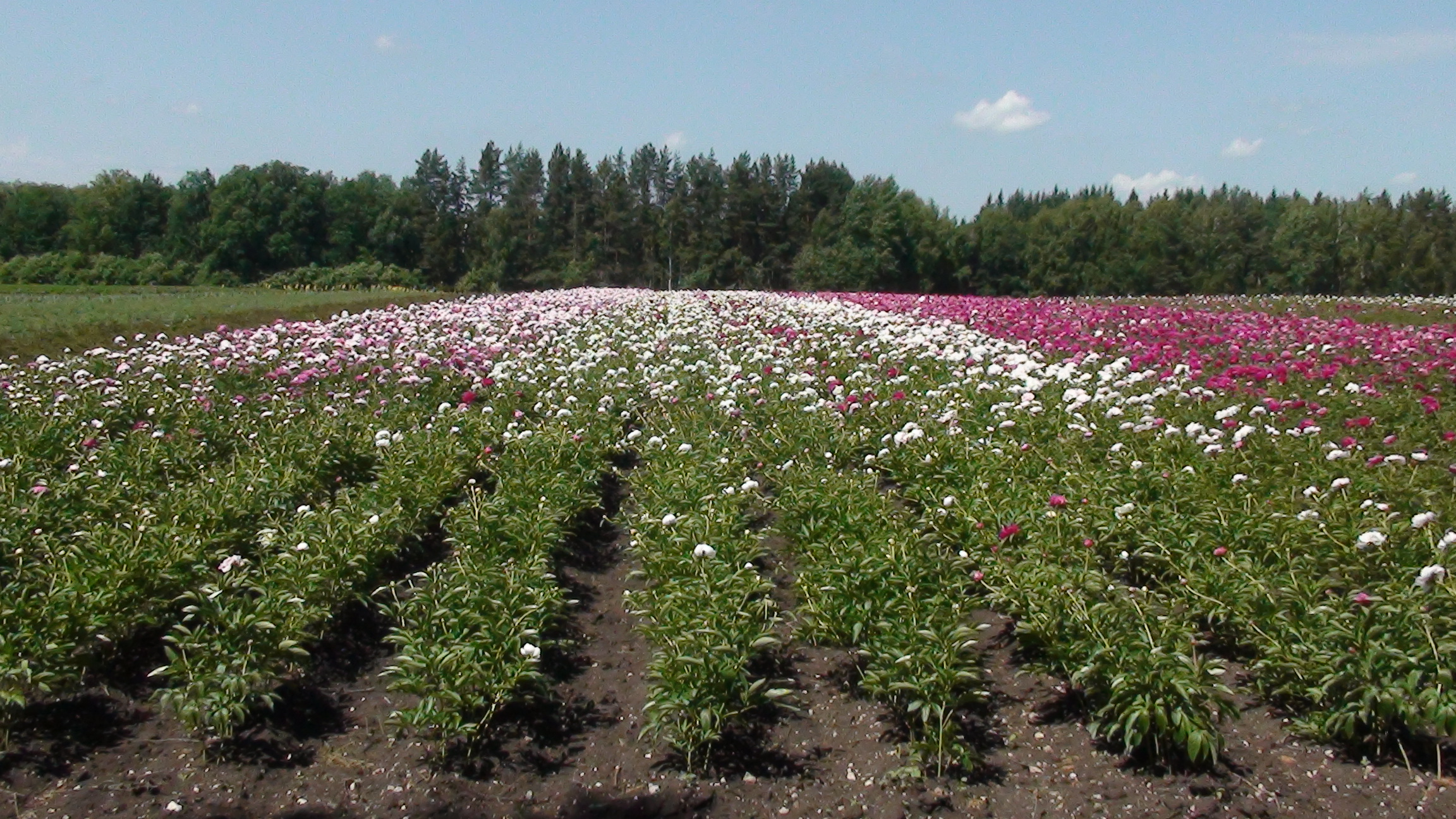
Питомник цветов

Мещерский дендрарий создан на базе бывшего поместья профессора-дендролога, заместителя Н. И. Вавилова по научной работе Д. Д. Арцыбашева. Всё началось с села Мещерка — родового дворянского имении Арцыбашевых в XVII веке. В 1903 году был заложен парк на четырёх гектарах. В 1905 году Д. Д. Арцыбашев ставит здесь первый опыт интродукции — завозит в лесостепную зону 90 штук иноземных растений и сажает в своём парке сорта никогда не произраставших здесь елей, сосен, туй, берёз, клёнов, сирени, жасмина-чубушника и т. п. Всё это он делает на свои средства. После революции ему удалось отстоять свой парк. В 1924 году поместье Арцыбашева стало опорным пунктом института прикладной ботаники и новых культур под названием «Тульская акклиматизационная станция». В 1926 году был заложен дендрарий по типу ландшафтного парка с площадью 10 га и с размещением растений по ботанико-географическому принципу. Именно с этого времени начинается история Мещерской лесостепной станции. Данное направление в научной деятельности сохранилось неизменным до настоящего времени. Профессор Н. К. Вехов был первым руководителем станции и проработал 30 лет до 1954 года. За это время он заложил все основные участки (интродукционный питомник, дендрарий, туйетум, фрутицетум, сквер, лесные опытные культуры, пополнил парк крупномерными саженцами). В 1939 году началась селекционная работа с сиреням. В 1941 году началась война. Сотрудники станции были эвакуированы, оставался лишь один сторож. Станция понесла потери от нашествия немцев, была уничтожена библиотека с ценнейшими научными материалами. После войны станцию восстановили и она продолжала своё развитие. С 1961 по 1986 годы руководителем станции была В. Л. Романова. Она продолжала воплощать научные программы профессора Н. К. Вехова.

## Современное состояние
В лесостепной опытно-селекционной станции (ЛОСС) собрана коллекция, насчитывающая около 1186 видов, 129 форм, 202 сорта, 163 разновидностей и 118 гибридов деревьев и кустарников из северных районов Европы, Азии и Северной Америки. В состав коллекции входят: 96 сортов сирени селекции станции Л. А. Колесникова («Индия», «Джавахарлал Неру», «Маршал Василевский» и другие) и французской фирмы «Лемуан» («Миссис Эдуард Хардинг», «Президент Пуанкаре», «Кондорсе» и другие); 38 сортов чубушника (из них 16 — селекции ЛОСС, 22 — французской селекции), 102 редких и исчезающих вида растений, занесённых в Красную книгу.
Для пополнения постоянной коллекции ЛОСС поддерживает обменные связи с 24 ботаническими садами стран СНГ, 30 ботсадами России, со 106 ботсадами зарубежных стран. Для связей с отечественными и зарубежными ботсадами станцией ежегодно выпускается делектус, семена собираются ежегодно и высылаются в ботсады, делаются заказы по спискам из других ботсадов. Станция постоянно принимает участие в различных выставках российского и международного масштаба. В 1996 году Постановлением Правительства РФ на базе ЛОСС образован дендрологический парк, установлен заповедный режим охраны с целью сохранения уникальной коллекции растений, присвоен статус особо охраняемой территории. C 1998 по 2018 годы руководителем дендропарка являлась А. И. Минаева.

## Характеристика дендрария
Растения в дендрарии расположены по ботанико-географическому принципу: отделы дендрофлоры Европы, северных и умеренных районов Азии и Северной Америки. Вся территория ЛОСС обсажена берёзами, лиственницами, и другими породами, создавая надёжный «зелёный забор». Дендрарий обсажен живой изгородью из ели, которой уже много лет. Для того, чтобы вынести дефицит влаги, задержать снег и структурировать почву на станции, станцию засевают овсом и сажают сеянцы однолетников клёна, так как они устойчивы к местным условиям. Дендрарий состоит из:
- кустарников лиственных — 150 наименований;
- саженцев хвойных 50 — 60 видов, форм, разновидностей;
- деревьев лиственных — 20 видов;
- цветочных культур — 30 сортов.

Сирень: «Весталка», «Карл Х», «Реомюр», «Мишель Бюхнер»; жимолость камчатская; экзохорда Альберта; сибирка алтайская; роза морщинистая «Царица севера»; барбарис; спирея трёхлопастная; гортензия почвопокровная; рододендрон японский; курильский чай; аралия материковая; малина боярышниколистная; карагана усурийская, кустарниковая; касатик; бузина камчатская; жимолость (шерстистая); виноград; крыжовник; можжевельник зеравшанский, горизонтальный сизый; орикса японская; пион; снежноягодник округлый, белый; джемсия американская; малина прекрасная; спирея Дугласа; барбарис канадский; вишня седая; холодискус разноцветный; виноград Смоля; Лонга мелкосемянный; гордовина канадская; клён пенсильванский; аморфа; кирказон; арония; самшит; граб; катальпа; древогубец; дерен; кизильник; айва; барбарис Франциска-Фердинанда; флокс; астра; каштан; ель; сосна.
Данная коллекция составляет элитный генофонд ценнейших декоративных культур, является достоянием России.

## Направление деятельности
- интродукция, селекция и размножение особо ценных реликтовых и высоко декоративных деревьев, кустарников и многолетних цветочных растений;
- фенологические наблюдения;
- создание маточников интродуцированных и репродуцированных растений;
- осуществление обмена семенами с ботаническими садами СНГ и других стран;
- выращивание и внедрение в озеленение устойчивых высоко декоративных растений, прошедших испытание в условиях лесостепной зоны.

## Структура предприятия
- Производственный отдел
- Отдел науки

## Проезд
По трассе М4 в направлении от Москвы к Воронежу доехать до остановки села Бабарыкино Становлянского района Липецкой области, повернуть направо на Ламское и проехать 15 км, затем повернуть налево от села и проехать 10 км до села Барсуково.

## Адрес и сайт
- Россия, Липецкая область, Становлянский округ, д. Барсуково
- Официальный сайт: Мещерский дендрарий